# Maria Borges
Maria Borges (* 28. října 1992 Luanda, Angola) je angolská modelka.